# Vojtovce
Vojtovce (allemand : Vogthau ) est un village de Slovaquie situé dans la région de Prešov.

## Histoire
Première mention écrite du village en 1408.

## Démographie

### Évolution de la population
| Année:               | 1994. | 2004.   | 2014.    | 2024.   |
| -------------------- | ----- | ------- | -------- | ------- |
| Nombre de personnes: | 130   | 121     | 107      | 102     |
| Différence:          |       | -6,92 % | -11,57 % | -4,67 % |

| Année:               | 2023. | 2024.   |
| -------------------- | ----- | ------- |
| Nombre de personnes: | 101   | 102     |
| Différence:          |       | +0,99 % |